# Napier-Campbell Blue Bird

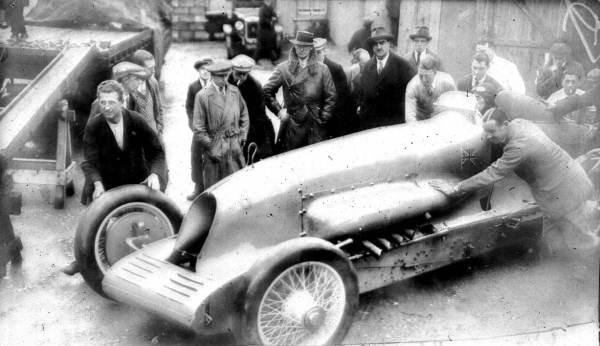
Blue Bird II (1927)

Der Napier-Campbell Blue Bird war ein Rekordfahrzeug des britischen Rennfahrers Malcolm Campbell. Er versuchte ab 1927, damit seinen 1925 mit dem Sunbeam 350HP Blue Bird aufgestellten Landgeschwindigkeitsrekord von 150 Meilen pro Stunde (241 Kilometer pro Stunde) zu verbessern und sogar die 200 Meilen-Barriere (322 km/h) zu durchbrechen. Der Konstrukteur war C. Amherst Villiers; Campbells Chefmechaniker Mechaniker Leo Villa überwachte den Bau. Es war Campbells erstes selbst entwickeltes Fahrzeug, nachdem er vorher auf „Fremdfabrikate“ (die er nach seinen Ideen modifizierte) zurückgegriffen hatte. Erstmals kam ein Napier-Lion-Flugmotor zum Einsatz. Der Wagen erscheint in verschiedenen Publikationen auch unter dem Namen Blue Bird II.

## Hintergrund
An 21. März 1926 stellte Henry Segrave mit seinem Sunbeam „Ladybird“ (sic!) einen neuen Geschwindigkeitsrekord auf und übertraf damit den Rekord, den Campbell im Vorjahr mit seinem „Blue Bird“ aufgestellt hatte, um nur 1,47 Meilen pro Stunde. Campbell war entschlossen, sich den Rekord zurückzuholen, und begann unverzüglich erstmals selbst ein neues Auto zu entwerfen und zu bauen.

## Das Fahrzeug

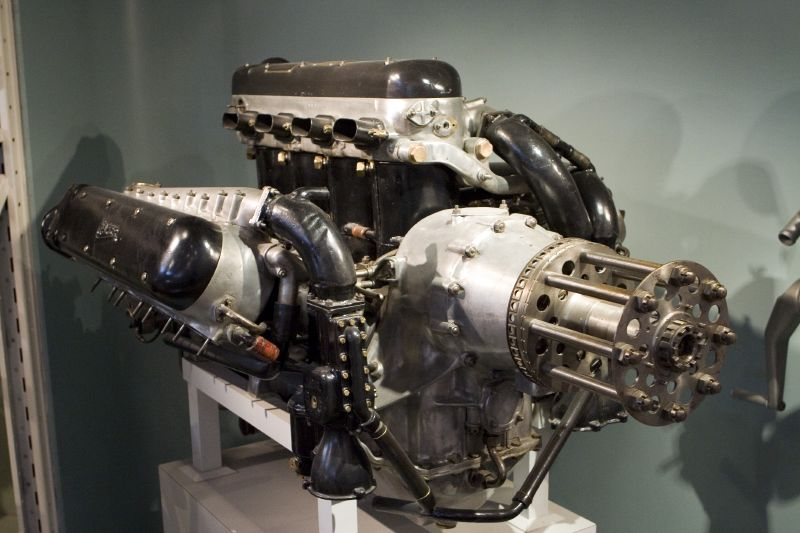
Ein Napier Lion mit seiner charakteristischen "W-Form"

Der Entwurf wurde hauptsächlich von zwei Ingenieuren umgesetzt: dem Italiener Joseph Maina (einem Freund von Campbells Chefmechaniker Villa) und dem Briten Amherst Villiers. Ersterer kümmerte sich um die Konstruktion allgemein, während sich der Zweite auf das Chassis konzentrierte. Der Bau des Gitterrohrrahmens aus 3 % Nickelstahl wurde bei Vickers in Auftrag gegeben. In seiner ersten Version war das Fahrzeug mit einem Napier-Lion-W12-Motor ausgestattet. Der Motor leistete etwa 500 PS (368 kW) und war vor dem Fahrer eingebaut. Die drei Zylinderbänke zu je vier Zylindern verbargen sich hinter Ausbuchtungen in der schmalen Motorhaube, aus der nur die Auspuffkrümmer hervorragten. Schließlich wurde die Karosserie von Jarvis & Sons gebaut. Die Endmontage, die in den Werkstätten der Robin Hood Engineering Works in Putney Vale begann, wurde in Campbells eigenem Haus in Povey Cross abgeschlossen.

## Der Rekord

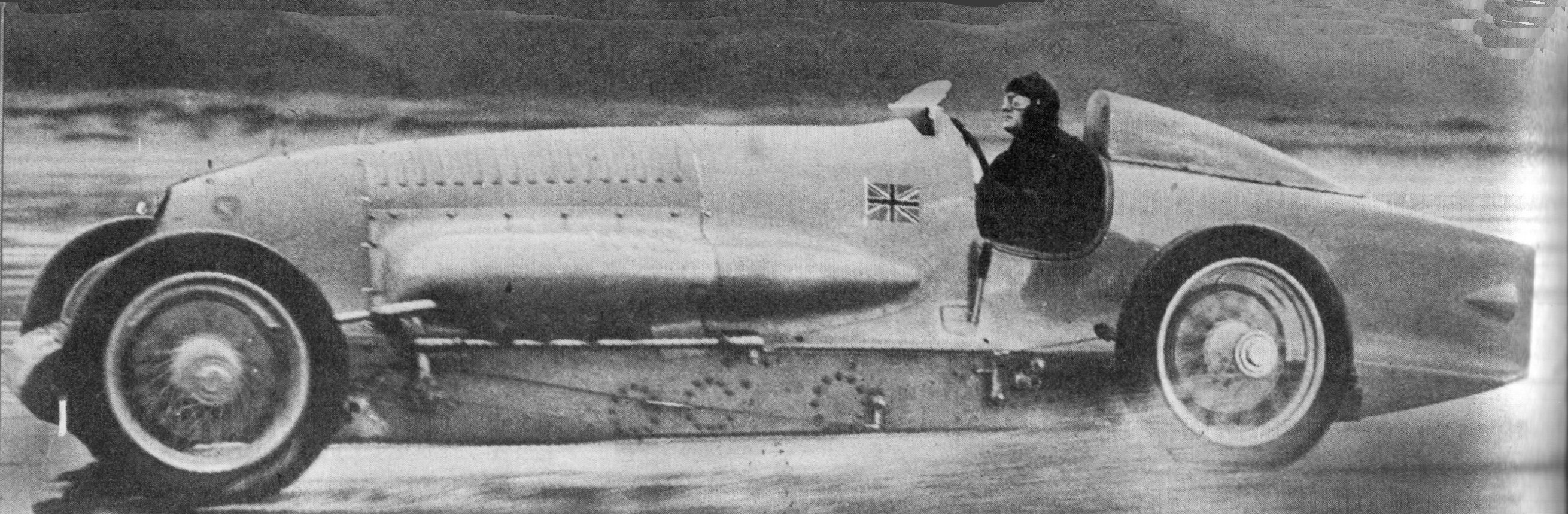
Malcolm Campbell mit Blue Bird II, auf Pendine Sands, Januar 1927

Während der Bau des Fahrzeugs noch im Gange war, ging der Geschwindigkeitsrekord in die Hände von J. G. Parry-Thomas über, der am 28. April 1926 in Pendine Sands mit Babs eine Durchschnittsgeschwindigkeit von 273,6 km/h (171,01 mph) erreichte. Campbell konnte sein neues Auto erst im Januar 1927 wieder in Pendine Sands testen. Bei dieser Gelegenheit zeigten sich einige Probleme bei Blue Bird II, die Campbell davon abhielten, den Rekord anzugehen, und das Auto wurde in die Werkstatt zurückgebracht. Nachdem die Probleme gelöst waren, kehrte Campbell nach Pendine Sands zurück.
Der erste Rekordversuch von Blue Bird II fand am 4. Februar 1927 statt. Es wurde eine Höchstgeschwindigkeit von 314 km/h (195 mph) erreicht, die sehr nahe an der magischen 320-km/h-Marke (200 mph) lag, die Campbell anstrebte. Aber der für den Rekord vorgeschriebene „Zwei-Läufe-Durchschnitt“ war mit 281,45 km/h (174,88 mph) niedriger.
Nach diesem Rekord, der auch der letzte in Europa aufgestellte „absolute“ Land Speed Record war, wurde Blue Bird II zur Basis für Campbells neues Rekordfahrzeug, den Blue Bird III.
| Jahr | Datum      | Ort           | Land | Typ       | Name                         | Geschwindigkeit über 1 Kilometer | Geschwindigkeit über 1 Kilometer | Geschwindigkeit über 1 Meile | Geschwindigkeit über 1 Meile |
| ---- | ---------- | ------------- | ---- | --------- | ---------------------------- | -------------------------------- | -------------------------------- | ---------------------------- | ---------------------------- |
| 1927 | 4. Februar | Pendine Sands | GBR  | Automobil | Campbell-Napier Blue Bird II | 174,88 mph                       | 281,45 km/h                      | 174,22 mph                   | 280,38 km/h                  |

## Technische Daten
| Napier-Campbell Blue Bird II (1927) | Napier-Campbell Blue Bird II (1927)                                                              |
| ----------------------------------- | ------------------------------------------------------------------------------------------------ |
| Herstellungsland                    | Großbritannien                                                                                   |
| Designer                            | C. Amherst Villiers                                                                              |
| Beratender Ingenieur                | Leo Villa                                                                                        |
| Hersteller                          | k. A.                                                                                            |
| Motor und Getriebe                  |                                                                                                  |
| Fabrikat                            | Napier Lion                                                                                      |
| Zylinder und Bauweise               | W12 – 3 Zylinderbänke à 4 Zylinder                                                               |
| Bohrung                             | 139 mm                                                                                           |
| Hub                                 | 130,2 mm                                                                                         |
| Hubraum                             | 22.299 cm³ (22,9 l)                                                                              |
| Kompression                         | k. A.                                                                                            |
| Ventile                             | k. A.                                                                                            |
| Vergaser                            | k. A.                                                                                            |
| Max. Leistung                       | 450 PS (331 kW) bei 2000/min – 502 PS (369 kW) bei 2200/min                                      |
| Motoraufhängung                     | k. A.                                                                                            |
| Kupplung                            | Trockenkupplung 16no. 11 1/4 in, mit Handhebel, um Getriebe und Motor im Stand trennen zu können |
| Getriebe                            | 3-Gang-Getriebe („FBM 3 speed epicyclical“)                                                      |
| Übersetzung                         | .333, .666, 1. / letzter Gang 1.27 : 1                                                           |
| Hinterachse                         | Kegelradgetriebe („crown and bevel independently supported“)                                     |
| Antrieb                             | Reinecker*                                                                                       |
| Maße und Technische Informationen   |                                                                                                  |
| Radstand                            | 3695 mm (12 ft 1,50 in)                                                                          |
| Spurbreite vorne                    | 1657 mm (5 ft 5,25 in)                                                                           |
| Spurbreite hinten                   | 1447 mm (4 ft 9 in)                                                                              |
| Länge                               | 4572 mm (15 ft)                                                                                  |
| Gewicht                             | ca. 3048 kg (3 tons approx) (trocken)                                                            |
| Tank                                | 68,1 Liter (15 Brit. gallons)                                                                    |
| Kühler                              | 45,4 Liter (10 Brit. gallons) Serck*                                                             |
| Fahrwerk                            |                                                                                                  |
| Chassis                             | Gitterrahmen aus 3 % Nickel-Stahl von Vickers*                                                   |
| Karosserie                          | Jarvis & Sons* (Aluminium)                                                                       |
| Aufhängung                          | halbelliptische Blattfedern Woodhead* (vorne und hinten)                                         |
| Stoßdämpfer                         | Hartford* Duplex                                                                                 |
| Bremsen                             | 45,7 cm ⌀ Trommelbremsen / Alford and Alder*                                                     |
| Räder                               | Rudge-Whitworth* / Doppelspeiche vorne – Dreifachspeiche hinten                                  |
| Reifen                              | Dunlop* 33 × 5 in (vorn) 35 × 5 in (hinten), Reifenbreite (aufgepumpt) 5,85 in                   |

Quelle: 
* Herstellername